# Lungo l'oceano del tempo
Lungo l'oceano del tempo (Beside the Ocean of Time) è un romanzo di George Mackay Brown del 1994. Il romanzo è stato finalista al Booker Prize del 1994 e premiato come miglior libro scozzese dell'anno dalla Saltire Society.

## Trama
Isole Orcadi, seconda metà degli anni trenta. Thorfinn Ragnarson, figlio di un contadino, regolarmente sogna ad occhi aperti delle fantasie storiche, e perciò ha la fama di fannullone e buono a nulla. Nelle sue fantasie, è di volta in volta un marinaio vichingo che si dirige a Bisanzio, uno spettatore della battaglia di Bannockburn, oppure un suo stesso antenato.
La remota isola di Norday su cui vive non viene risparmiata dall'impatto della seconda guerra mondiale, dato che buona parte delle proprietà dell'isola vengono requisite per la costruzione di una base aerea. Thorfinn, mandato al fronte, viene fatto prigioniero. In prigionia comincia a scrivere libri basati sui suoi viaggi immaginari fatti da ragazzo. Quando torna sull'isola, è ormai quasi completamente disabitata, solo una ragazza è rimasta nella sua povera fattoria.

## Edizioni
- George Mackay Brown, Lungo l'oceano del tempo, Milano, Tranchida, 2001,  p. 242, ISBN 88-8003-254-2.